# Paweł Asłanowicz
Paweł Jerzy Asłanowicz (ur. 1 stycznia 1907 w Jarosławiu, zm. 15 maja 1979 w Warszawie) – polski kompozytor, prawnik.

## Życiorys
Był absolwentem Wydziału Prawa Uniwersytetu Jana Kazimierza we Lwowie. W czasach studenckich pisał piosenki dla kabaretu Nasze Oczko i dla Akademickiego Teatru Literacko-Artystycznego. Po studiach pracował w rozgłośni Polskiego Radia we Lwowie, gdzie m.in. komponował muzykę do audycji Na Wesołej Lwowskiej Fali. Największą popularność Asłanowiczowi przyniosła piosenka, napisana wspólnie z Marianem Hemarem „Upić się warto” (również współcześnie wykonywana w programach kabaretowych).
W czasie II wojny światowej przebywał na w Warszawie.
Po wojnie był współorganizatorem z Jerzym Jurandotem rewiowego Teatru Syrena.
Działał w Zrzeszeniu Prawników Polskich, był redaktorem i autorem w miesięczniku „Palestra”.
Spoczywa na cmentarzu Powązkowskim w Warszawie (kwatera 181-5-30/31).